# 13792 Kuščynskyj
(13792) Kuščynskyj, denumire internațională (13792) Kuscynskyj, este un asteroid din centura principală de asteroizi.

## Descriere
13792 Kuščynskyj este un asteroid din centura principală de asteroizi. A fost descoperit pe 7 noiembrie 1998 la Observatorul Kleť de Jana Tichá și Miloš Tichý. Asteroidul prezintă o orbită caracterizată de o semiaxă mare de 3,17 ua, o excentricitate de 0,18 și o înclinație de 3,8° în raport cu ecliptica.